# Martin Geber

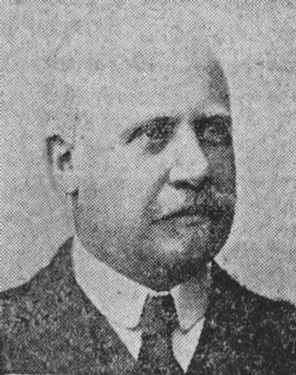
Martin Geber.

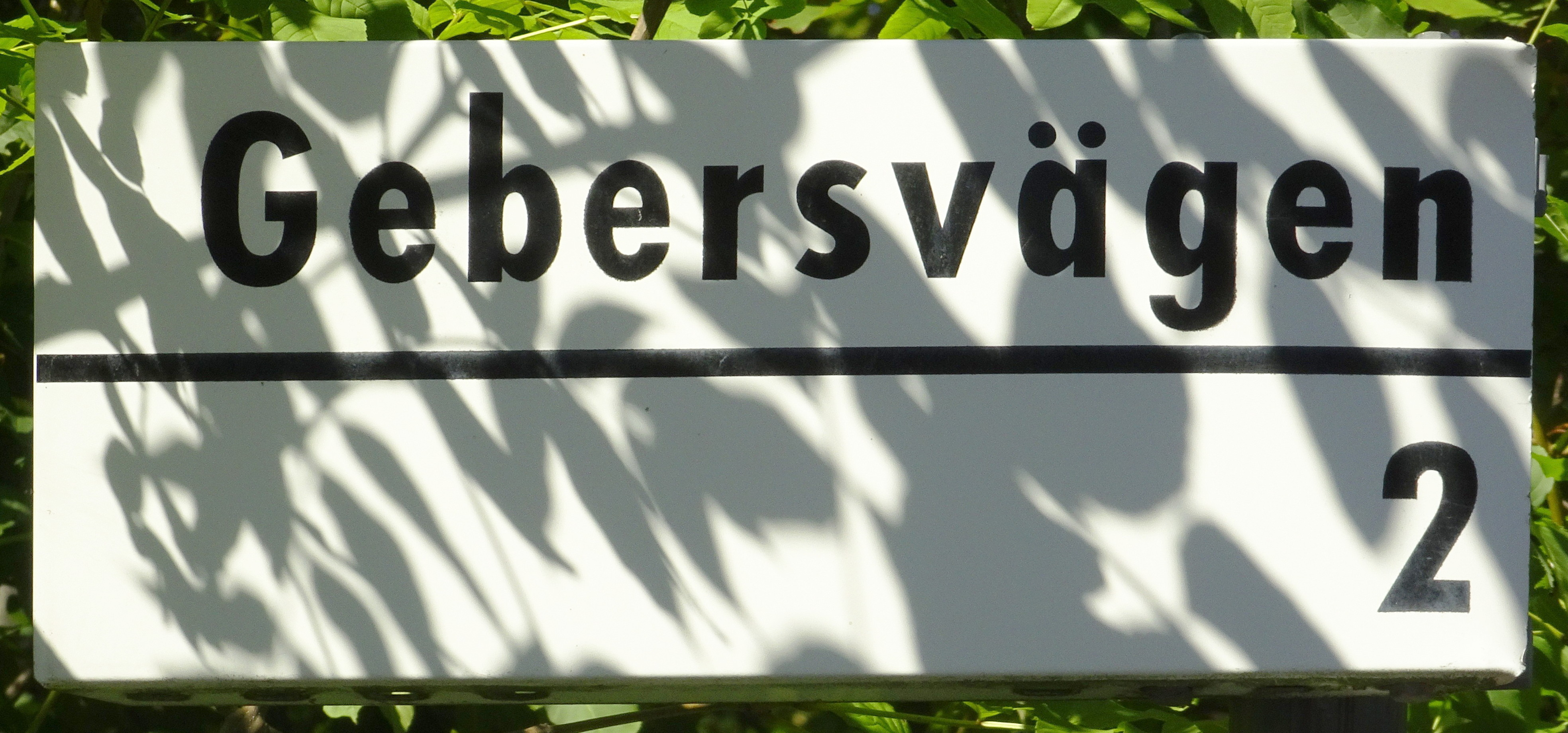
Gebersvägen i Orhem.

Isaak Martin Geber, född 26 december 1856, död 21 juli 1929, var en svensk bankir och godsägare. Han testamenterade bland annat medel för uppförandet av det efter honom uppkallade Gebers konvalescenthem.

## Biografi
Martin Gebers föräldrar var grosshandlaren Julius Geber (1816−1876) och Hilda Geber, född Philipson (1834−1891). Hans bröder var bokförläggaren Hugo Geber och bankmannen Philip Geber.
Efter studentexamen utbildade sig Martin Geber vid handelsskolor i utlandet. Därefter ingick han som delägare i den av fadern grundade bankfirman Julius Geber & Co som han förde tillsammans med sin bror Philip Geber. Firman förvärvades 1906 av Svenska Handelsbanken. Martin Geber ägde mellan 1903 och 1918 godset Fågelbro på Värmdö som han utvecklade med bland annat nya stall, ladugårdar och arbetarbostäder.
Han var en vida känd sportsman, bland annat beträffande segling och i samband med motorbåtstävlingar där han även vann framstående priser.
Efter hans död donerades ur hans förmögenhet 50 000 kronor för en stipendiefond till Mosaiska församlingen i Stockholm. Hans namn skulle dock särskilt förknippas med Geberska stiftelsens konvalescenthem som uppfördes i södra Stockholm i mitten av 1930-talet med hjälp av en testamenterad donation om 800 000 kronor. Syftet med stiftelsen var att "bereda lantvistelse åt medellösa konvalescenter, såväl barn som äldre, vilka äro i behov av rekreationsvistelse på landet".
Vid konvalescenthemmet har han en väg uppkallad efter sig och småorten Geber i stadsdelen Orhem bär hans namn.